# Revolutionära kommunistiska partiet
Revolutionära kommunistiska partiet (RKP) är den svenska sektionen av Internationella marxistiska tendensen. RKP står enligt sig självt för en fullständig samhällsomdaning och för att kapitalismen ska ersättas med socialismen, som är arbetarklassens styre.
RKP anser att samhället måste göra upp med hela det nuvarande systemet och den härskande klassens rikedomar genom att nationalisera de viktigaste delarna av ekonomin – bankerna, gruvorna och de stora monopolen – under arbetarnas demokratiska kontroll och styre, och driva dem enligt en samhällelig produktionsplan för att kunna använda samhällets resurser och modern teknologi för att avskaffa arbetslösheten och sänka arbetstiden. Deras moderorganisation (IMT) har sektioner i över 30 länder runt om i världen.

## Verksamhet
RKP ger ut tidningen Revolution och saluför marxistisk litteratur med bokförlaget Stormklockan. De organiserar studenter och ungdomar med Marxistiska studenter i Malmö, Lund, Göteborg, Stockholm, Uppsala, Karlstad och Umeå och gymnasieelever med Unga marxister. Tillsammans deltar de på demonstrationer och strejker med budskapet att bygga ett revolutionärt ledarskap för en socialistisk revolution. Som sin plikt ser organisationen att utbilda sina medlemmar i marxistisk teori med hjälp av studiecirklar och möten.
RKP för kritik mot ledarskapet hos fackföreningarna, Socialdemokraterna och Vänsterpartiet med motiveringen att de håller tillbaka klasskampen och försämrar levnadsvillkoren för arbetarklassen istället för att föra fram ett tydligt socialistiskt alternativ.
September 2015 uteslöts Revolution från Vänsterpartiet efter att dåvarande suppleant Peter Möller i partistyrelsen varit aktiv inom organisationen. Uteslutningen medförde ett formellt förbud för medlemmar i Revolution att samtidigt inneha medlemskap i partiet eller Ung Vänster. Revolution har kritiserat Nooshi Dadgostar för att ta avstånd "från de socialistiska delarna i partiets program" och menar att en högervridning av arbetarepartierna bidrog till förlust och "det rasistiska giftet" i valet 2022. Organisationen uppmanade till en kritisk röst på Vänsterpartiet men att endast en socialistisk revolution i Sverige och hela världen är tillräcklig. I januari 2024 bestämde de sig för att ombilda organisationen till Revolutionära kommunistiska partiet (RKP).

## Politik och teori

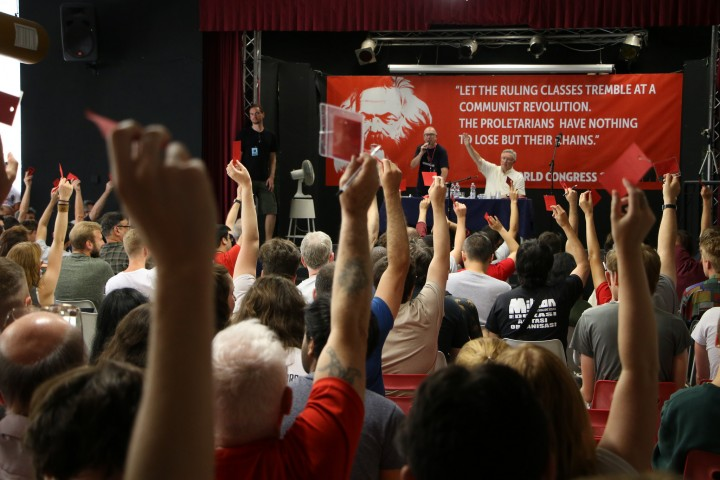
IMT:s världskongress 2018.

RKP är en del av Internationella marxistiska tendensen (IMT) som grundar sig på Marx, Engels, Lenin, Trotskij och Ted Grants teoretiska skrifter. Vikten av teoretisk föreståelse  motiveras med att all "sammanhängande genomtänkt filosofisk ståndpunkt [...] oundgängligen [kommer] att återspegla de idéer och fördomar som härrör från det samhälle och den miljö de lever [i]". De anser att akademiska marxister som Slavoj Žižek och David Harvey bryter med marxismen och anpassar sig till borgerlig ideologi och postmodernism.